# سن الموافقة في أمريكا الجنوبية

السن القانوني لممارسة الجنس بين الجنسين في أمريكا الجنوبية
13
14
15
16

يشير سن الموافقة على النشاط الجنسي إلى السن الذي يمكن فيه للفرد أن يشارك في علاقات جنسية غير مقيدة مع شخص آخر من نفس العمر أو أكبر. يختلف هذا العمر حسب الولاية القضائية في جميع أنحاء أمريكا الجنوبية، ويتم تدوينه في القوانين التي قد تنص أيضًا على الأنشطة المحددة المسموح بها أو جنس المشاركين في الأعمار المختلفة. وقد تكون هناك متغيرات أخرى، مثل الإعفاءات المتعلقة بالتقارب العمري.
في أمريكا الجنوبية، الدولة الوحيدة التي يعتبر فيها السلوك الجنسي المثلي بين الذكور غير قانوني هي غيانا. الدولتان الوحيدتان اللتان تحددان سن الرشد للعلاقات الجنسية بين أفراد من نفس الجنس أعلى من تلك بين أفراد من جنسين مختلفين هما باراغواي وسورينام.
النطاق: جميع الولايات القضائية حسب قائمة الدول ذات السيادة والأقاليم التابعة في أمريكا الجنوبية، مع مناقشة القوانين المعمول بها.

## المقدمة
في أمريكا الجنوبية، تختلف مستويات القيود المفروضة على الأنشطة الجنسية مع القاصرين بين البلدان. إن السن الذي لا توجد فوقه أية قيود يمنح الاستقلال الجنسي الكامل فيما يتعلق بالقانون. السن الأدنى للموافقة هو السن الذي يمكن فيه لأي شخص إعطاء موافقته قانونيًا، والذي قد يتضمن بعض القيود. يتم تصنيف الأفعال الجنسية مع شخص أقل من السن الأدنى قانونًا على أنها اعتداء جنسي.

## الملخص

### التعاريف
- مقيد بفارق السن: يعتبر الشريك الأصغر سناً قادراً على الموافقة على ممارسة الجنس مع شريك أكبر سناً طالما أن فارق السن بينهما لا يتجاوز مبلغاً محدداً.
- مقيد بالسلطة: يعتبر الشريك الأصغر سناً قادراً على الموافقة على ممارسة الجنس مع شريك أكبر سناً طالما أن الأخير ليس في وضع ثقة أو سلطة، أو لا يُعترف بأنه يستغل قلة خبرة الشريك الأصغر سناً.
- غير مقيد: السن الذي يعتبر الشخص قادراً منذ ذلك الوقت على الموافقة على ممارسة الجنس مع أي شخص آخر عند سن الرشد أو سن الزواج أو أكبر منه إذا كان يجب أن يتزوج.

### الجدول
| البلدان والدول | يجب أن يكون متزوج | مقيد بفارق السن | مقيد بفارق السن | مقيد بفارق السن | مقيد بفارق السن | مقيد بالسلطة | مقيد بالسلطة | مقيد بالسلطة | مقيد بالسلطة | غير مقيد | غير مقيد | غير مقيد | غير مقيد | المرجع                        |
| البلدان والدول | يجب أن يكون متزوج | مغاير           | مغاير           | مثلي            | مثلي            | مغاير        | مغاير        | مثلي         | مثلي         | مغاير    | مغاير    | مثلي     | مثلي     | المرجع                        |
| البلدان والدول | يجب أن يكون متزوج | ذكر             | أنثى            | ذكر             | أنثى            | ذكر          | أنثى         | ذكر          | أنثى         | ذكر      | أنثى     | ذكر      | أنثى     | المرجع                        |
| -------------- | ----------------- | --------------- | --------------- | --------------- | --------------- | ------------ | ------------ | ------------ | ------------ | -------- | -------- | -------- | -------- | ----------------------------- |
| الأرجنتين      | لا                | —               | —               | —               | —               | 13           | 13           | 13           | 13           | 18       | 18       | 18       | 18       | [ 1 ]                         |
| بوليفيا        | لا                | 12              | 12              | 12              | 12              | 14           | 14           | 14           | 14           | 18       | 18       | 18       | 18       | [ 2 ] [ 3 ] [ 4 ] [ 5 ] [ 6 ] |
| البرازيل       | لا                | —               | —               | —               | —               | 14           | 14           | 14           | 14           | 18       | 18       | 18       | 18       | [ 7 ]                         |
| تشيلي          | لا                | 12              | 12              | 12              | 12              | 14           | 14           | 14           | 14           | 18       | 18       | 18       | 18       | [ 8 ]                         |
| كولومبيا       | لا                | —               | —               | —               | —               | —            | —            | —            | —            | 14       | 14       | 14       | 14       | [ 9 ] [ 10 ]                  |
| الإكوادور      | لا                | —               | —               | —               | —               | 14           | 14           | 14           | 14           | 18       | 18       | 18       | 18       | [ 11 ]                        |
| غيانا          | لا                | —               | —               | —               | —               | —            | —            | —            | —            | 16       | 16       | —        | 16       | [ 12 ] [ 13 ] [ 14 ]          |
| باراغواي       | لا                | —               | —               | —               | —               | 14           | 14           | 16           | 16           | 16       | 16       | 16       | 16       | [ 15 ]                        |
| بيرو           | لا                | —               | —               | —               | —               | 14           | 14           | 14           | 14           | 18       | 18       | 18       | 18       | [ 16 ] [ 17 ] [ 18 ] [ 19 ]   |
| سورينام        | لا                | —               | —               | —               | —               | 16           | 16           | —            | —            | 16       | 16       | 18       | 18       | [ 20 ]                        |
| الأوروغواي     | لا                | 12              | 12              | 12              | 12              | 15           | 15           | 15           | 15           | 18       | 18       | 18       | 18       | [ 21 ]                        |
| فنزويلا        | لا                | —               | —               | —               | —               | 16           | 16           | 16           | 16           | 21       | 21       | 21       | 21       | [ 22 ]                        |

## الأرجنتين
في الأرجنتين، السن الذي لا توجد فيه أي قيود على الأنشطة الجنسية هو 18 عامًا، ويتم وضع مستويات مختلفة من الحماية للأطفال دون سن 13 و16 و18 عامًا، حيث يكون الحد الأدنى لسن الموافقة 13 عامًا.
وتتناول عدة قوانين الأفعال الجنسية مع الأطفال الذين تتراوح أعمارهم بين 13 و18 عاماً، لكن أياً من هذه القوانين لا ينشئ حظراً مطلقاً ضد مثل هذه العلاقات، بل يجعلها عرضة للملاحقة القضائية في ظل ظروف معينة (مثل إذا كانت العلاقة تعتبر استغلالية أو إذا كان القاصر «فاسداً»).
تنطبق القيود على ممارسة الجنس مع المراهقين الذين تتراوح أعمارهم بين 13 و16 عامًا (قانون العقوبات الأرجنتيني، المادة 120). لا يمكن توجيه الاتهامات إلا بعد شكوى من القاصر أو أحد والديه أو الوصي عليه – (قانون العقوبات الأرجنتيني المادة 72) (ومع ذلك، فإن الدولة تلاحق قضائيا عندما لا يكون للقاصر أحد الوالدين أو الوصي القانوني، أو عندما يكون الجاني واحدًا منهم).

### المادة رقم 120 مدمجة مع المادة رقم 119
تنطبق القيود المذكورة أعلاه (للأعمار بين 13 و16 عامًا) عندما يقوم شخص يزيد عمره عن 18 عامًا، مستغلًا عدم النضج الجنسي للقاصر أو تفوقه (preeminencia) على القاصر، بممارسة أحد الأفعال التالية:
- يخلق حالة مسيئة من الخضوع الجنسي «المشين» بشدة تجاه القاصر، إما بشكل مستمر أو بسبب ظروفه (المادة 120 مجتمعة مع المادة 119، الفقرة الثانية) ؛
- أو عندما يتم الحصول على أي نوع من أنواع الجنس (الوصول الجسدي) عن طريق العنف أو التهديد أو الإكراه المسيء أو المضايقة في علاقة اعتماد أو سلطة أو قوة، أو من خلال الاستفادة من حقيقة أن القاصر، لأي سبب من الأسباب، لا يستطيع إعطاء موافقته بحرية –

(قانون العقوبات المادة 120 مدمجة مع المادة 119 فقرتين 1 و3).
هناك أيضًا قانون أرجنتيني آخر، وهو «إفساد القاصرين»، والذي يمكن من خلاله توجيه اتهامات إلى أولئك الذين يتلاعبون بالقاصرين الذين تقل أعمارهم عن 18 عامًا لإجبارهم على إقامة علاقات جنسية – (قانون العقوبات الأرجنتيني المادة 125 – باللغة الإسبانية).

### المادة رقم 125
المادة 125 تنص على ما يلي:
المادة 125. – كل من يشجع أو يسهل الفساد على مدى سنوات قليلة، فإن التوسط في الحصول على موافقة الضحية سيتم معاقبته بالسجن لمدة ثلاث سنوات.
الترجمة التقريبية: المادة 125. – من شجع أو سهل إفساد من لم يبلغ الثامنة عشرة من عمره ولو بموافقة المجني عليه يعاقب بالحبس من ثلاث إلى عشر سنوات.
تشدد العقوبة في ثلاث حالات:
- (أ) إذا كان القاصر أقل من 13 عامًا؛
- (ب) عندما يتم الحصول على الجنس عن طريق الخداع أو العنف أو التهديد أو إساءة استخدام السلطة أو بأي وسيلة أخرى من وسائل الترهيب أو الإكراه، وكذلك عندما يكون الجاني أحد الوالدين أو الوصي القانوني أو الأخ/الأخت أو الزوج أو الشخص الذي هو رفيق دائم أو المسؤول عن تعليم أو حراسة القاصر؛ أو
- (ج) عندما يستغل الجاني كونه رفيقًا سابقًا للقاصر، من أجل انتهاك أي من القيود المذكورة أعلاه للأعمار بين 13 و16 عامًا (قانون العقوبات الأرجنتيني – المادة 119، الفقرة الرابعة، القسم «و» – باللغة الإسبانية).

## بوليفيا
تم تحديد سن الرشد في بوليفيا عند 14 عامًا، وفقًا للمادة 308 مكرر، Violación de Niño, Niña o Adolecente (اغتصاب الأولاد والبنات والمراهقين)، والتي تعاقب على اغتصاب (بالإسبانية: violación) الأطفال دون سن 14 عامًا، «حتى بدون استخدام القوة أو الترهيب وعندما يُزعم وجود موافقة» (كما لا يجوز استخدام القوة أو الترهيب إلا بموافقة). هناك إعفاء من سن الرشد لمدة ثلاث سنوات للمراهقين الذين تبلغ أعمارهم 12 عامًا أو أكثر.
وهناك أيضًا جريمة الاستغلال الجنسي، وهي الوصول إلى الجسد باستخدام الإغراء أو الخداع، مع المراهقين الذين تتراوح أعمارهم بين 14 و18 عامًا (المادة 09).
«إفساد القاصرين» (المادة 318) يعاقب بالسجن من سنة إلى خمس سنوات كل من «يقوم، من خلال أفعال شهوانية أو بأي وسيلة أخرى، بإفساد القاصرين دون سن 18 سنة أو يساهم في إفسادهم»،
يسمح قانون الأسرة البوليفي (المادتان 44 و53) بالزواج إذا كان عمر الذكر 16 عامًا أو أكثر وإذا كانت الأنثى 14 عامًا أو أكثر بموافقة الوالدين، مع تقدير قضائي في حالة النزاع.

## البرازيل
في البرازيل، السن القانوني هو 14 عامًا، بغض النظر عن الجنس أو التوجه الجنسي. على الرغم من عدم إضفاء الطابع الرسمي على ذلك قانونيًا، إلا أن هناك سابقة قضائية تسمح باستثناء التقارب العمري لمن تتراوح أعمارهم بين 12 و13 عامًا للمشاركة في نشاط جنسي مع شركاء أكبر سنًا منهم بما يصل إلى 5 سنوات. السن الذي لا توجد فيه أي قيود على الأنشطة الجنسية هو 14 عامًا.
إن ممارسة الجنس مع القاصرين الذين تقل أعمارهم عن 14 عامًا (لكل من هم أكبر من 18 عامًا)، يعادل الاغتصاب القانوني ويتم تعريفه قانونيًا بموجب المادة. يُعَد اغتصاب شخص ضعيف (بالبرتغالية: Estupro de vulnerável) جريمة يعاقب عليها بالسجن لمدة تتراوح بين 8 و15 عامًا.
إن ممارسة الدعارة مع القاصرين (جميع الأعمار تحت 18 سنة) يعاقب عليها القانون وتتم ملاحقتها قضائيا من قبل الدولة[بحاجة لمصدر] باعتبارها جريمة ضد رعاية الأسرة، المادة. 244–247، وكذلك المادة. 218–ب، 227، 230، 231 و231–أ. ولا يفرق القانون بين قضايا التوجه الجنسي.
لا يجوز توجيه اتهامات جنائية إلا للأفراد الذين يبلغون 18 عامًا أو أكثر، نظرًا لأن هذا هو سن المسؤولية الجنائية البرازيلي المنصوص عليه في المادة 228 من دستور البرازيل.

### التاريخ
القانون الإمبراطوري البرازيلي، في المادة. 219، المضافة بموجب الإشعار 512 لعام 1862، حددت سن 17 عامًا للافتراض القانوني للعنف في العلاقات الجنسية. وفي وقت لاحق، قانون العقوبات الجمهوري لعام 1890، في المادة. 272، خفض هذا السن إلى 16.
وقد خفض قانون العقوبات لعام 1940 افتراض العنف في الأفعال الجنسية (ما يعادل الاغتصاب القانوني) إلى 14 (المادة 117). ولكن ممارسة الجنس بالتراضي مع المراهقين الذين تتراوح أعمارهم بين 14 و17 عامًا لا تزال من الممكن مقاضاتها بموجب «إفساد القاصرين» (المادة 224–أ). 218) أو «إغواء القاصرين» (المادة 218). بينما في كلتا الحالتين، لا يجوز إلا للوالدين رفع دعوى قضائية (المادة 217).
كان ممارسة الجنس مع المراهقين الصغار الذين تتراوح أعمارهم بين 12 و13 عامًا، على الرغم من كونهم دون سن الاغتصاب القانوني، يمكن مقاضاة مرتكبيها من قبل الوالدين فقط (المادة 225)، بينما كانت الدولة تلاحق مرتكبي الجنس مع من هم دون سن 12 عامًا بناءً على التعريف القانوني للطفل في قانون القاصرين.
استثناءً، يمكن للدولة مقاضاة الجاني عندما يكون القاصر في أي سن أقل من 18 عامًا ولكن فقط عندما تكون أسرة القاصر فقيرة لدرجة أنها لا تستطيع تحمل تكاليف الدعوى القضائية، أو عندما يكون الجاني هو الأب أو الأم أو زوج الأم أو زوجة الأب أو الوصي القانوني للقاصر (قانون العقوبات، المادة 225، 1 و2).
في مارس 2005، ألغى الكونجرس البرازيلي جريمة إغواء القاصرات (المادة 217). وكانت الجريمة لا تُطبق إلا عندما تكون الضحية أنثى عذراء تتراوح أعمارها بين 14 و18 عامًا.
في أغسطس 2009، تم إلغاء جريمة إفساد القاصرين (المادة 218) التي تشير إلى الأفعال التوافقية مع المراهقين الذين تتراوح أعمارهم بين 14 و17 عامًا دون موافقة الوالدين، بموجب القانون 12.015/2009. تم استبدال الجريمة بجريمة جديدة بنفس الاسم ولكنها تنطبق الآن على الأفعال الجنسية مع القاصرين دون سن 14 عامًا والتي يمكن مقاضاتها من قبل الدولة (المادة 225).
جريمة التحرش الجنسي (مادة 17) 216–أ) كل جريمة تمارس في حالات التفوق أو السيادة الهرمية في وظيفة أو منصب أو مهنة يعاقب عليها الآن بعقوبة أعلى إذا كان الضحية أقل من 18 عامًا.

## تشيلي
في تشيلي، السن الذي لا توجد فيه قيود على الأنشطة الجنسية هو 18 عامًا، بينما الحد الأدنى لسن الرشد هو 14 عامًا. توجد قيود على القُصَّر الذين تتراوح أعمارهم بين 14 و17 عامًا (قانون العقوبات التشيلي، المادة 362). كان النشاط المثلي غير قانوني مع أي شخص يقل عمره عن 18 عامًا (المادة 365) حتى عام 2022. تم تحديد سن الرشد للنشاط المثلي الآن عند 14 عامًا، تمامًا مثل الجنس بين الجنسين.
يعتبر ممارسة الجنس مع شخص يقل عمره عن 14 عامًا اغتصابًا قانونيًا (المادة 362) ويعاقب عليه «بالسجن بأي درجة» (بالإسبانية: presidio mayor en cualquiera de sus grados).
يقتصر الاتصال الجنسي مع الأشخاص الذين تتراوح أعمارهم بين 14 و17 عامًا بموجب تشريع إستوبرو (المادة 363)، الذي يعرّف مثل هذا الاتصال بأنه غير قانوني في ظل ظروف معينة يستغلها الجاني:
- عندما يستغل أحد الشذوذ العقلي أو الاضطراب الذي يعاني منه الطفل، حتى لو كان مؤقتًا.
- عندما يستغل أحد علاقة التبعية أو التبعية التي تربط الطفل، كما في الحالات التي يكون فيها المعتدي مسؤولاً عن حضانة الطفل أو تعليمه أو رعايته، أو عندما توجد علاقة عمل مع الطفل.
- عندما يستغل أحد الأطفال المهملين بشدة.
- عندما يتم خداع الضحية من خلال إساءة استغلال قلة خبرته الجنسية أو جهله.[37]

تُعرَّف الأفعال الجنسية التي تنظمها المواد 361–363 و365 بأنها «الوصول الجسدي» (accesso carnal)، وهو ما يعني الجماع الفموي أو الشرجي أو المهبلي. وتنظم مواد أخرى في قانون العقوبات التفاعلات الجنسية الأخرى. تنظم المادة 365 مكرر «إدخال الأشياء» إما في فتحة الشرج أو المهبل أو الفم. تُعرَّف المادة 366 مكرر «الفعل الجنسي» بأنه أي فعل ذي صلة ذي أهمية جنسية يتم عن طريق الاتصال الجسدي مع الضحية، أو التأثير على الأعضاء التناسلية للضحية أو فتحة الشرج أو فمها، حتى عندما لم يحدث أي اتصال جسدي.
تنص المادة 369 على أنه لا يجوز توجيه الاتهامات المتعلقة بهذه الجرائم (المواد 361–365) إلا بعد شكوى من القاصر أو أحد والديه أو الوصي عليه أو ممثله القانوني. ومع ذلك، إذا لم يتمكن الطرف المتضرر من تقديم الشكوى بحرية ولم يكن لديه ممثل قانوني أو أحد الوالدين أو الوصي، أو إذا كان الممثل القانوني أو الوالد أو الوصي متورطًا في الجريمة، فيجوز للنيابة العامة أن تمضي قدمًا بنفسها.[بحاجة لمصدر]

### التاريخ
في عام 1810، كان السن القانوني للنشاط بين الجنسين هو 12 عامًا. في عام 1999، تم تحديد سن الرشد عند 14 عامًا لكل من الفتيات والفتيان فيما يتعلق بالجنس بين الجنسين. تم إلغاء تجريم الأفعال المثلية في عام 1999، مع تحديد سن الرشد بـ 18 عامًا في عام 2011، أكدت المحكمة الدستورية في تشيلي أن سن الرشد هو 14 عامًا للعلاقات بين الجنسين (للبنات والأولاد) والعلاقات المثلية (بين المرأة والفتاة)، ولكن 18 عامًا للعلاقات المثلية بين الذكور. في أغسطس/آب 2018، رفضت المحكمة الدستورية مرة أخرى أن المادة 365 من قانون العقوبات غير دستورية، في تصويت 5–5، مؤكدة للمرة الثانية في تاريخها أن سن الرشد للرجال المثليين هو 18 عامًا، بينما هو 14 عامًا بالنسبة للمغايرين جنسياً والمثليات.
في 2 أغسطس 2022، وافق مجلس الشيوخ على مشروع قانون يلغي المادة 365، والذي من شأنه، إذا تم إقراره، أن ينشئ سنًا عالميًا للموافقة محددًا بـ 14 عامًا، بغض النظر عن الجنس أو التوجه الجنسي. وقد أقر مجلس النواب مشروع القانون في 17 أغسطس 2022. نُشر القانون في الجريدة الرسمية لجمهورية تشيلي في 24 أغسطس 2022، ودخل حيز التنفيذ اعتبارًا من تاريخ نشره.

## كولومبيا
يحدد قانون العقوبات الكولومبي (القانون رقم 599 لسنة 2000)، المعدل بموجب المادة 4 من القانون رقم 1236 لسنة 2008، سن الرشد عند 14 عامًا، بغض النظر عن الجنس أو التوجه الجنسي.
يُعاقب على ممارسة الجنس مع شخص يقل عمره عن 14 عامًا بالسجن لمدة تتراوح بين 12 و20 عامًا (المادة 208 من البحث جيري داسكي وماريو). يُعاقب على ممارسة أفعال جنسية غير الجماع، أو التحريض على ممارسة الممارسات الجنسية، مع شخص يقل عمره عن 14 عامًا بالسجن لمدة تتراوح بين 9 و13 عامًا (المادة 209).
يسمح القانون المدني الكولومبي (المادتان 117 و140) للمراهقين والمراهقين الذين تتراوح أعمارهم بين 14 و17 عامًا بالزواج إذا تم الحصول على إذن كتابي من والديهم أو الأوصياء عليهم.
لا يوجد إفساد للقاصرين في قانون العقوبات الحالي.[بحاجة لمصدر]

### التاريخ
كان قانون الاغتصاب القانوني (estupro) موجودًا في قانون العقوبات لعام 1980 (المادة 111). (301–302 من المرسوم رقم 100 لسنة 1980) وتم إلغاؤه منذ ذلك الحين بموجب القانون 599 من عام 2000.

## الإكوادور
وبموجب القانون الجنائي الجديد، الذي دخل حيز التنفيذ في عام 2014، فإن السن الأدنى للموافقة في الإكوادور هو 14 عامًا، بغض النظر عن الجنس أو التوجه الجنسي.[بحاجة لمصدر] ممارسة الجنس مع طفل يقل عمره عن 14 عامًا هو اغتصاب قانوني (المادة 171).
يمكن مقاضاة الأفعال الجنسية مع المراهقين الذين تتراوح أعمارهم بين 14 و17 عامًا بموجب قانون إستيبرو (المادة 167) في ظل ظروف معينة، مثل عندما يستخدم شخص بالغ الخداع (بالإسبانية: engaño) للحصول على الموافقة. عندما يتم الحصول على الموافقة من خلال وسائل استغلالية، يمكن مقاضاة الجاني بموجب قانون الطفولة والمراهقة لعام 2003. وسعت المادة 68 من هذا القانون تعريف الاعتداء الجنسي على القاصرين ليشمل أي اتصال جسدي أو اقتراح ذي طبيعة جنسية يتم الحصول عليه من خلال الإغواء أو الابتزاز أو التحرش أو الخداع أو التهديد أو وسائل مماثلة.
فن. تتعلق المادة 173 من قانون العقوبات بالتحرش عبر الإنترنت، وتجرم أي شخص يقترح، من خلال الوسائل الإلكترونية، ترتيب لقاء مع شخص يقل عمره عن 18 عامًا لأغراض جنسية أو جنسية.

## جزر فوكلاند (المملكة المتحدة)
تم تحديد السن القانوني لممارسة الجنس في جزر فوكلاند بـ16 عامًا، بغض النظر عن التوجه الجنسي أو الجنس، منذ عام 2006.

## جورجيا الجنوبية وجزر ساندويتش الجنوبية (المملكة المتحدة)
تم تحديد السن القانوني للموافقة على ممارسة الجنس بـ 16 سنة، بغض النظر عن التوجه الجنسي أو الجنس، منذ عام 2006.[بحاجة لمصدر]

## غيانا
السن القانوني في غيانا هو 16 عامًا. وقد تم رفع هذا السن من 13 عامًا في 31 أكتوبر 2005، بموجب قرار بالإجماع من البرلمان الغياني.
يُعاقب على ممارسة الجنس الشرجي بالسجن مدى الحياة، في حين أن «الفحش» المثلي بين الرجال وكل محاولة لممارسة الجنس الشرجي يُعاقب عليها بالسجن لمدة 10 سنوات. ولم يتم ذكر النشاط المثلي بين النساء في قوانين اللواط لعام 1860.

## باراغواي
السن العام للموافقة في باراغواي هو 14 عامًا للعلاقات بين الجنسين و16 عامًا للعلاقات المثلية.[إخفاق التحقق]
تُعاقب الأفعال الجنسية مع طفل دون سن 14 عامًا بالسجن لمدة تصل إلى 3 سنوات أو بغرامة مالية. وتطبق العقوبات نفسها على القيام بأفعال جنسية بحضور طفل أو إغراء طفل لممارسة أفعال جنسية مع شخص ثالث. في حالة الاختراق الجنسي (بالإسبانية: coito)، تكون العقوبة السجن لمدة تتراوح بين 3 و12 سنة (قانون العقوبات الباراغواياني، المادة 111). 135). إذا كان عمر الضحية أقل من 10 سنوات، فقد تصل الأحكام إلى 15 سنة إضافية.[إخفاق التحقق]
الأفعال المثلية مع القاصرين الذين تتراوح أعمارهم بين 14 و16 عامًا يعاقب عليها بغرامة أو بالسجن لمدة تصل إلى عامين (المادة 138).
هناك أيضًا جريمة الجماع خارج إطار الزواج، والتي يُعرَّفها بأنها "ممارسة الجنس خارج إطار الزواج"، والتي يمارسها شخص متزوج مع مراهقات تتراوح أعمارهن بين 14 و16 عامًا. ويُعاقب عليها بغرامة (المادة 137).
عندما يكون الجاني أقل من 18 عامًا، يجوز رفع الاتهامات المتعلقة بالأفعال الجنسية المغايرة (المادة 122). 135، البند 6) والإستروبرو (المادة 135، البند 6) 137، البند 2)، ولكن لا يوجد مثل هذا الحكم للأفعال المثلية.

## بيرو
لقد تغير سن الرشد في بيرو عدة مرات خلال السنوات الأخيرة، وكان موضوعًا للمناقشات السياسية. اعتبارا من ديسمبر في عام 2012، تم تحديد الحد الأقصى للسن بـ 14 عامًا، بغض النظر عن الجنس أو التوجه الجنسي، وفقًا لقرار المحكمة الدستورية في بيرو. فن. تحظر المادتان 173 و176–أ من قانون العقوبات السلوك الجنسي مع الأطفال دون سن 14 عامًا. إن الأفعال الجنسية بالتراضي مع الشباب الذين تتراوح أعمارهم بين 14 و17 عامًا ليست غير قانونية، على الرغم من وجود حظر ضد استخدام الخداع للحصول على إمكانية الوصول الجنسي إلى قاصر دون سن 18 عامًا (المادة 113). 175).

## الأوروغواي
السن الذي لا توجد فيه أي قيود على النشاط الجنسي في الأوروغواي هو 18 عامًا، بغض النظر عن الجنس أو التوجه الجنسي، ويتم وضع مستويات مختلفة من الحماية للأطفال دون سن 12 و15 و18 عامًا، حيث يكون سن الرشد العام 15 عامًا. سن الرشد هو 13 عامًا إذا كان فارق السن لا يزيد عن 8 سنوات. (قانون العقوبات، المواد 272 و267 و274).
بالنسبة للعلاقات الجنسية مع الأطفال الذين تتراوح أعمارهم بين 12 و15 عامًا، يُفترض قانونًا العنف حتى يثبت العكس (المادة 272–1). في مثل هذه الحالات، يقع على عاتق المتهم عبء إثبات الموافقة. أما بالنسبة لمن هم دون سن 12 عامًا، فإن إثبات الموافقة ليس دفاعًا.
يوجد في أوروغواي أيضًا فساد في قانون القاصرين، والذي يمكن أن يوجه اتهامات إلى أولئك الذين يتلاعبون بالقاصرين الذين تقل أعمارهم عن 18 عامًا لممارسة علاقات جنسية (المادة 274). ومع ذلك، بالنسبة لمن تزيد أعمارهم عن 15 عامًا، لا يمكن رفع دعوى قضائية إلا من قبل القاصر أو والديه، باستثناء الحالات التي لا يكون فيها للقاصر والدين أو وصي قانوني، أو حيث يتم توجيه الاتهام ضد أحد الوالدين أو الوصي القانوني (المادة 279).

## سورينام
السن القانوني في سورينام هو 16 عامًا للمثليين جنسياً (تم تعديله من 14 عامًا في عام 2009).[بحاجة لمصدر]
السن القانوني للمثليين جنسياً هو 18 عامًا، وهو غير متساوٍ.
على الرغم من أن السن القانوني للموافقة الجنسية هو 16 عامًا، إلا أنه لا يتم تطبيقه بشكل فعال.[بحاجة لمصدر] يحدد قانون الزواج سن الموافقة الزوجية عند 15 عامًا للفتيات و17 عامًا للفتيان، بشرط موافقة والدي الطرفين على الزواج. يلزم الحصول على إذن الوالدين للزواج حتى سن 21 عامًا. كما يفرض القانون وجود مسؤول في السجل المدني لتسجيل جميع الزيجات.

## فنزويلا
السن القانوني في فنزويلا هو 16 عامًا، بغض النظر عن الجنس أو التوجه الجنسي. تُعاقب الأفعال الجنسية مع الأطفال بموجب المواد 375–379 من قانون العقوبات. وعلاوة على ذلك، يمكن معاقبة ممارسة الجنس بالتراضي مع امرأة تتراوح أعمارها بين 16 و21 عامًا إذا تم «إغواء» المرأة بموجب وعد كاذب بالزواج، وكان من المعروف أنها «صادقة» (المادة 379).
يُعاقب على ممارسة الجنس مع طفل يقل عمره عن 12 عامًا بالسجن لمدة تتراوح بين 5 و10 سنوات، وهي نفس العقوبة المفروضة على ممارسة الجنس دون موافقة مع شخص بالغ من خلال العنف أو التهديد. تُرفع العقوبة إلى الأطفال دون سن 16 عامًا إذا كان الجاني أحد الوالدين أو الوصي أو المعلم أو أي شخص آخر في موقع سلطة على الضحية (المادة 375). تُرفع العقوبة إلى 6–12 عامًا لإساءة استخدام الثقة (المادة 376). يمكن أن تؤدي الأفعال الفاضحة إلى السجن لمدة تتراوح بين 6 و30 شهرًا إذا كان الطفل أقل من 12 عامًا (المادة 377)، أو من 6 إلى 18 شهرًا لطفل يتراوح عمره بين 13 و15 عامًا (المادة 379)، مع عقوبات أكبر في حالة إساءة استخدام الثقة.

## للقراءة الإضافية
- Home | Chaire de droit pénal et procédure pénale | Université de Fribourg – This address shows a list organized by the University of Fribourg in سويسرا, presenting links to the Penal Codes and criminal legislation of 32 countries, mostly Latin American and European countries. The list comprises all South American countries, except for غيانا and سورينام.